# Patillas
Patillas é um município de Porto Rico, localizado na região sudeste da ilha, ao sul de San Lorenzo; oeste de Yabucoa e Maunabo, e leste de Arroyo e Guayama. Patillas está espalhada por 15 alas e Pueblo Patillas (o centro da cidade e centro administrativo da cidade).. Faz parte da Região Metropolitana de Guayama